# Grand Isle County
Grand Isle County is een van de 14 county's in de Amerikaanse staat Vermont.
De county heeft een landoppervlakte van 214 km² en telt 6.901 inwoners (volkstelling 2000). De hoofdplaats is North Hero.

## Bevolkingsontwikkeling

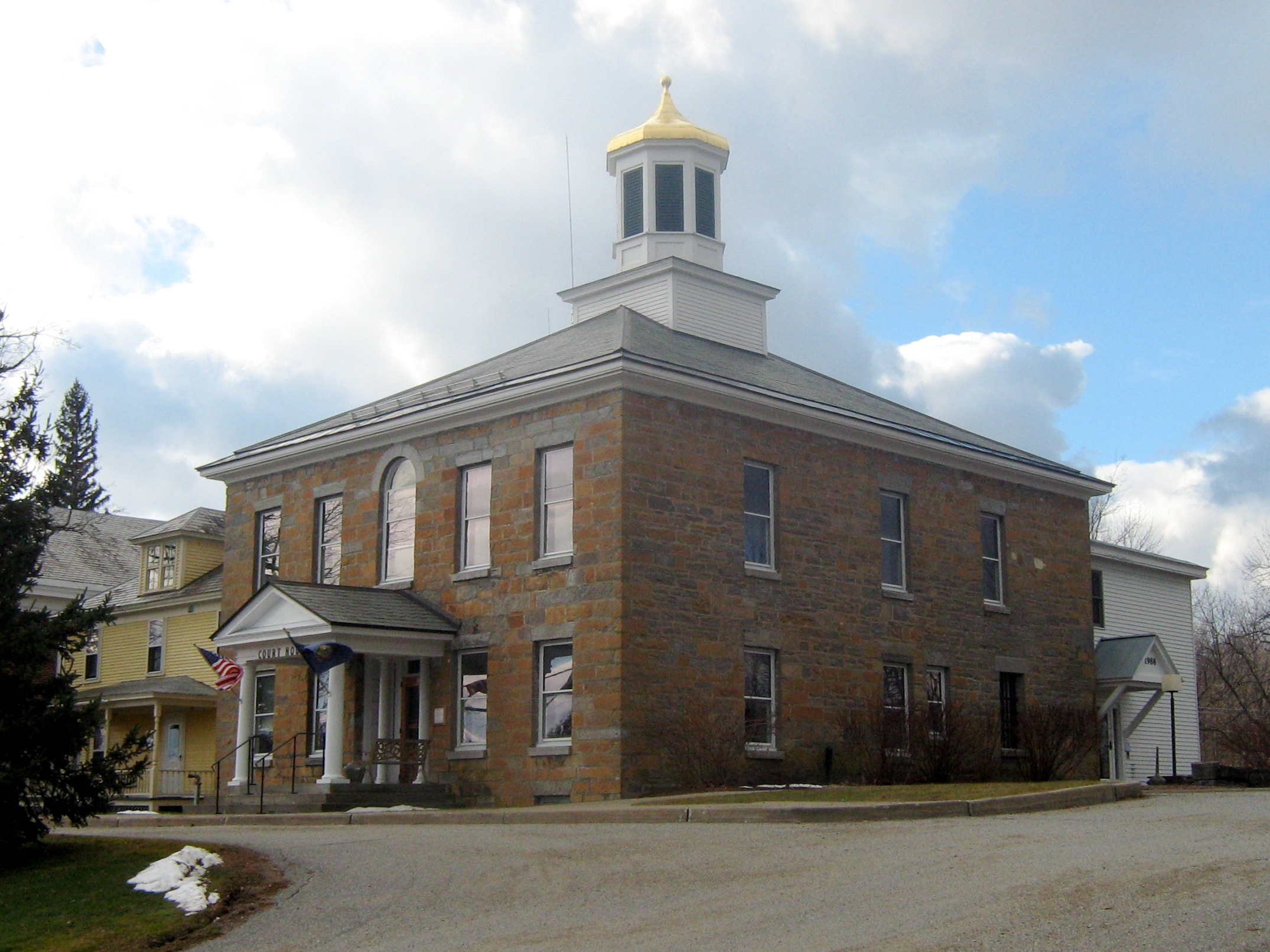
Grand Isle County Courthouse

Addison · Bennington · Caledonia · Chittenden · Essex · Franklin · Grand Isle · Lamoille · Orange · Orleans · Rutland · Washington · Windham · Windsor